# 洛陽田楽記
『洛陽田楽記』（らくようでんがくき）は、大江匡房の著書。『朝野群載』所収。堀河天皇の1096年夏に京都で盛大に行われた田楽（永長の大田楽）を記録したもので、漢文で書かれている。匡房はこの流行を、白居易の漢詩を引用して「一城之人皆若狂（一城の人皆狂えるが如し）」と評している。
なお同年の記事は『古事談』の中にも記載がある。